# جيمي هارت (لاعب كرة قاعدة)
جيمي هارت (بالإنجليزية: Burt Hart)‏ هو لاعب كرة قاعدة أمريكي، ولد في 28 يونيو 1870 في سانت بول في الولايات المتحدة، وتوفي في 29 يناير 1921 في لوس أنجلوس في الولايات المتحدة.

## وصلات خارجية
- جيمي هارت على موقعبيزبول رفرنس.كوم (الدوري الرئيسي) (الإنجليزية)
- جيمي هارت على موقعبيزبول رفرنس.كوم (الدوري الثانوي) (الإنجليزية)